# Traanfilm

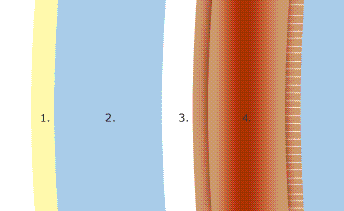
Oogoppervlak met traanfilm over hoornvlies. 1: vettige / lipide laag, 2: waterige laag, 3: mucus-/mucinelaag, 4: hoornvlies.

De traanfilm (10 micrometer dik) is een dun laagje vocht dat het hoornvlies bedekt en bestaat uit drie lagen:
- Een binnenste dunne mucuslaag, direct in contact met het oogoppervlak en geproduceerd door vooral de conjunctivale slijmbekercel. Deze laag zorgt dat de waterige laag zich gelijkmatig over het oog verdeelt en zich er goed aan vasthecht.
- Een waterige laag, voornamelijk geproduceerd door de traanklier (95%) en door de bijkomstige traankliertjes in het slijmvlies van de conjuctiva, bestaande uit de kliertjes van Krause en Wolfgang. Deze laag zorgt voor de afvoer van vuil en stof. De samenstelling van de waterlaag bestaat uit water, elektrolyten, mucines, eiwitten, groeifactoren en ontstekingscomponenten (cytokines).
- Een buitenste vettige / lipide laag, geproduceerd door de klieren van Meibom in de tarsus. Deze laag voorkomt dat het traanvocht te snel verdampt.

Iedere keer dat men met de ogen knippert wordt de traanfilm gelijkmatig verdeeld over het oogoppervlak.
De traanfilm heeft de volgende functies:
- Hij verzorgt de gladde overgang tussen lucht en traan, zodat er geen distorsie en onregelmatige refractie van licht optreedt op de grens met het hoornvlies.
- Hij voorziet het buitenste gedeelte van het hoornvlies van zuurstof.
- Hij verwijdert vuiltjes (corpora aliena) van het oogoppervlak door tranenvloed.
- Hij werkt antibacterieel door de werking van lysozym, lactoferrine en antistoffen (met name IgA).